# Station agro-météorologique
Une station agro-météorologique est un type de station météorologique qui recueille automatiquement en continu les paramètres météorologiques en zone agricole. Ces données sont ensuite utilisées par divers types d'Outils d'Aide à la Décision (OA), notamment par les filières végétales (viticulture, arboriculture, maraîchage, grandes cultures) afin de rationaliser et d'optimiser les prises de décision.

## Utilisation
Les paramètres d'une station agro-météorologique permettent généralement de déterminer l'évapotranspiration relative (EP) grâce à des logiciels appropriés (ex. Pulsowin, etc.) utilisant les formules de Penman Monteith.
Les principaux domaines d'application sont :
- la lutte contre le gel,
- la protection phytosanitaire,
- l'irrigation.

Initialement créées par les instituts techniques agricoles, l'inter-profession ou les services de protection des végétaux, les OAD ont bénéficié des technologies de l'information et de la communication pour s'imposer au début des années 2000. 